# Creüsa (filla de Creont)
D'acord amb la mitologia grega, Creüsa (en grec antic: Κρέουσα) va ser una filla de Creont, rei de Corint. Gai Juli Higí l'anomena Glauce (Γλαυκή).
Creüsa estava destinada a casar-se amb un rei grec, però el seu pare la va donar en matrimoni a Jàson, que per poder-s'hi casar, va repudiar la seva esposa Medea. Medea, en venjança, va enviar a Creüsa una túnica com a present de noces. En posar-se-la Creüsa, la túnica va esclatar en flames. Va morir juntament amb el seu pare, que intentava salvar-la. Medea va matar també als dos fills que havia tingut amb Jàson, Mèrmer i Feres.